# STS-117
STS-117 (Space Transportation System-117) var Atlantis 28. rumfærge-mission.
Opsendt 8. juni 2007 og vendte tilbage den 22. juni 2007. Rumfærgen lagde til ved Den Internationale Rumstation, fire rumvandringer blev udført i løbet af missionen der varede i næsten 13 døgn.
Opsendelsen var oprindelig planlagt til 15. marts 2007, men missionen blev udsat på grund af skader efter en haglstorm den 26. februar 2007.
Med som last til Den Internationale Rumstation var segmentet S3/S4 med to solcellepaneler og tilhørende energisystemer. Segmentet er en spejlvendt konstruktion af det tilsvarende segment P3/P4, som blev installeret under mission STS-115 den 9. september 2006. De nye solcellepaneler vil levere omtrent en fjerdedel af rumstationens energibehov når den er færdig konstrueret.
Missionen var oprindelig planlagt at vare i 11 døgn, med mulighed for at udvide missionen med to døgn hvis det skulle opstå problemer i forbindelse med monteringen af de nye solcellepaneler. Den 11. juni tog NASA beslutningen om at udvide missionen med to døgn, og udføre en fjerde rumvandring for at reparere en mindre skade på rumfærgens varmskjold.
STS-117 var den første af fire missioner planlagt for 2007. Det var den 118. amerikanske rumfærge-mission, den 28. mission med rumfærgen Atlantis og den 21. amerikanske mission til Den Internationale Rumstation.
Rumfærgen landede på Edwards Air Force Base den 22. juni. Flere tidligere landingsmuligheder måtte aflyses på grund af dårligt vejr, og STS-117 er derfor den hidtil længste mission med Atlantis.

## Besætning
- Frederick W. Sturckow (Kommandør)
- Lee Archambault (Pilot)
- Patrick G. Forrester (Specialist)
- Steven Swanson (Specialist)
- John D. Olivas (Specialist)
- James F. Reilly (Specialist)

### Fra jorden til ISS, besætning ISS-15
- Clayton Anderson (Specialist)

### Fra ISS retur til jorden, besætning ISS-15
- Sunita "Suni" Williams (Specialist)

## Missions højdepunkter
- Det eksterne tank med skader pga. haglstorm.
- Solpanelerne installeres under rumvandring.
- Skader på varmskjoldet blev repareret.